# 등푸른생선

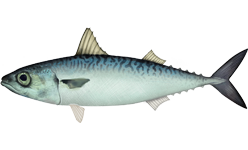
고등어는 등푸른생선이다.

등푸른생선은 등이 푸른빛을 띠는 생선이다. 흰살생선보다 지방 함유량이 많은 편이며 바닷물의 수면 가까이에 사는 부어인 경우가 많다. 청어, 정어리, 고등어, 참치, 삼치, 갈치, 전어, 전갱이, 다랑어 등이 있다.

## 같이 보기
- 흰살생선